# Kamaaina

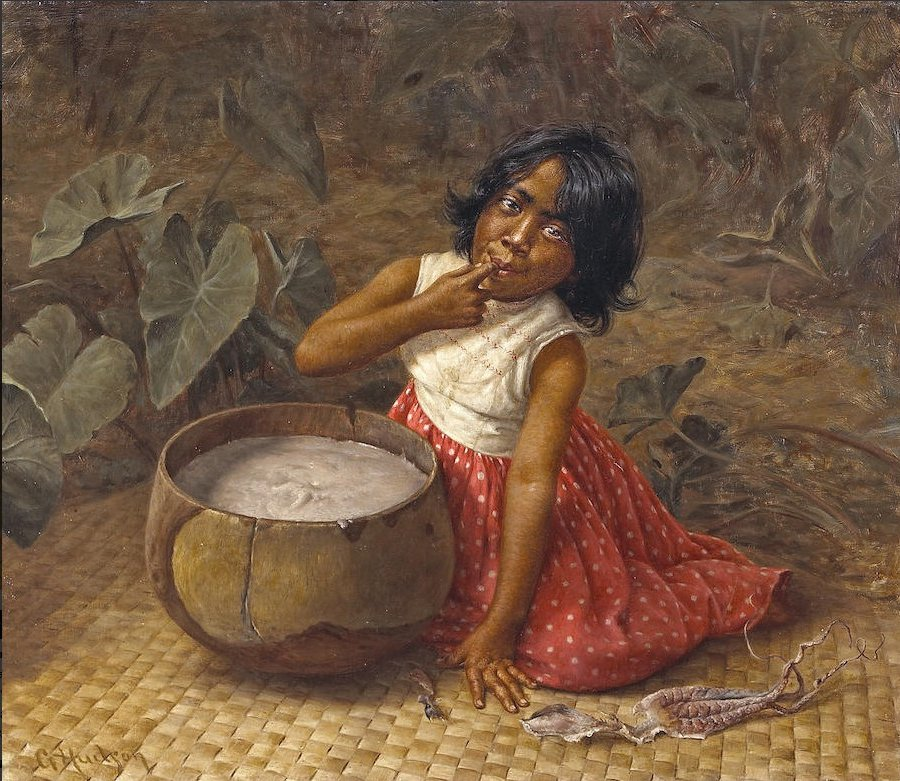
Una kamaʻāina, per Grace Hudson

Un kamaaina (hawaià: kamaʻāina, literalment «nen o persona de la terra») és una paraula que descriu els residents de Hawaii independentment del seu origen racial, a diferència de «kanaka» que significa una persona d'ascendència nativa hawaiana.
Es pot considerar que un kamaʻāina és algú que viu a Hawaii o es pot ampliar per incloure persones que hi van viure una vegada però que s'han allunyat. L'estat de Hawaii patrocina cada any un esdeveniment oficial «Kamaaina Come Home», destinat a augmentar el mercat laboral de l'estat per provocar que els estudiants universitaris de Hawaii i antics residents que ara viuen als Estats Units continentals tornin a Hawaii. El programa ha tingut èxit a l'hora de fer tornar kama’aina qualificats a les Illes i, així, reunir les famílies.
Moltes empreses a Hawaii ofereixen una «tarifa kama’aina», un descompte sovint important que es dona als residents locals. Aquestes tarifes s'ofereixen principalment a restaurants, hotels i atraccions turístiques.
Aquest significat original s'ha ampliat amb el pas del temps per incloure residents a llarg termini. Primer aquells que els seus avantpassats van arribar abans de certes dates a la dècada del 1800 fins que avui s'aplica habitualment a qualsevol persona que hagi estat una dècada o més a les illes. Actualment, molts comerciants ofereixen aquests «descomptes per a kama’aina» a qualsevol persona amb una identificació local.